# XOOPS
XOOPS ([ˈzuːps]) — объектно-ориентированная система управления содержанием сайта (CMS), написанная на языке PHP и использующая в качестве базы данных для хранения информации MySQL. Название системы — это аббревиатура фразы «eXtensible Object Oriented Portal System». XOOPS является свободным программным обеспечением, защищённым лицензией GNU (GPL). Функциональность XOOPS обеспечивается подключаемыми модулями. Система предназначена для разработки небольших и крупных динамических веб-сайтов сообществ, внутрикорпоративных порталов, корпоративных порталов, блогов и т.д.
Базируется на исходном коде проекта PHP-Nuke (GNU-версия) — система управления контентом (CMS).

## История Xoops
Система управления Интернет-порталами XOOPS получила развитие как одна из открытых систем, произошедших от общего прародителя — системы PHP-Nuke.
Для сообществ, развивающих открытое программное обеспечение, обычным поворотным моментом развития является критическое расхождение во взглядах групп основных разработчиков. Если разногласия по поводу направлений дальнейшей эволюции становятся трудно преодолимыми, то происходит ветвление проектов. Тупиковые ветви впоследствии отмирают, а жизнеспособные проекты развиваются, давая, в свою очередь, жизнь новым ветвям дерева проектов.
Так и в данном случае: одним из ответвлений PHP-Nuke был проект MyPHPNuke, от которого, собственно, и ответвился XOOPS. Эта ветвь оказалась очень удачной, дав жизнь и такому популярному проекту, как E-Xoops, именуемому в настоящее время RUNCMS.
В 2005 году проект XOOPS  раздвоился на  XOOPS и XOOPS Cube. Но это ветвление не столь однозначно, так как, оторвавшись от «консерваторов», не принявших нового направления развития и ушедших в проект XOOPS Cube, разработчики основного направления поняли, что несколько переоценили свои силы, и вернулись к поддержке классического (на данный момент) направления.
Таким образом, в настоящее время сосуществуют две очень  похожие системы — XOOPS и XOOPS Cube, что характеризует XOOPS как стабильную систему, в определенной степени достигшую совершенства и не принимающую резких изменений.